# Mylabris rajasthanicus
Mylabris rajasthanicus là một loài bọ cánh cứng trong họ Meloidae. Loài này được Saha miêu tả khoa học năm 1972.